# Камајоре
Камајоре (итал. Camaiore) је насеље у Италији у округу Лука, региону Тоскана.
Према процени из 2011. у насељу је живело 26746 становника. Насеље се налази на надморској висини од 0 м.

## Становништво
| 1936.  | 1951.  | 1961.  | 1971.  | 1981.  | 1991.  | 2001.  | 2011.  |
| ------ | ------ | ------ | ------ | ------ | ------ | ------ | ------ |
| 22.291 | 24.682 | 26.068 | 30.099 | 30.767 | 30.648 | 30.206 | 32.083 |